# Версайски дворец
Версайският дворец, наричан накратко Версай (на френски: Château de Versailles), е дворец, бивша резиденция на френските крале, откакто Луи ХІV премества там седалището на правителството (1682) до началото на Френската революция (1789). Намира се в град Версай, днес предградие на Париж, регион Ил дьо Франс.
До 1661 г. е обикновена ловна хижа, използвана понякога от Луи XIII. Строителните работи по сградата започват още в началото на управлението на Луи ХІV. Когато дворецът става достатъчно голям, той премества тук двора си и всички централни държавни органи. Традиционно се приема че това се дължи на петте размирни години, наречени Фронда (1648 - 1653), когато парижани няколко пъти въстават против кралската власт. Постепенно Версай и неговите градини се превръщат в цялостен комплекс, с други дворци (например Трианон) и стават пример за останалите европейски владетели. Луи XV продължава да развива и разширява двореца, свой принос има и Мария Антоанета. Тук са сключени мирните договори през 1783 и 1919 г., а през 1871 г. в Огледалната зала е обявено създаването на Втората германска империя.
Версай е обявен за част от Световното културно и природно наследство на ЮНЕСКО. Световна популярност имат Огледалната зала, кралската опера, галерията на битките и кралските апартаменти. В близост са Големият и Малкият Трианон, а особено внимание заслужават прочутите му градини. Днес дворецът има 2300 стаи и над 63 000 кв. м разгърната площ.
През 2017 г. 7 700 000 туристи са го посетили.

## История

### При Луи ХІV
Най-ранното споменаване на името Версай е в документ от 1038 г., в който се споменава село на име Версай. През 1575 г. феодалното владение на Версай е купено от Албер де Гонди, който по-късно кани Луи XIII няколко пъти на лов. Кралят остава очарован от мястото, тогава покрито с красиви гори, и нарежда изграждането на ловна хижа през 1624 г. След осем години той купува целия район и започва да разширява хижата, така че тя се превръща в малък двуетажен дворец. В началото синът му не ѝ обръща никакво внимание. Като резиденция той използва близкия стар замък Сен Жермен ан Ле. Постепенно у него се оформя идеята за построяването на съвсем нов дворец с парк и фонтани, достатъчно помпозен, за да отразява собствената му идея за величие и да впечатлява чуждите представители.
След смъртта на кардинал Мазарини през 1661 г. Луи поръчва на архитекта Луи льо Во да предприеме разширение на съществуващата хижа. Първата строителна кампания (1661 - 1678) започва с две допълнителни крила - едното за обслужващия персонал и кухнята, а другото за конюшните. Градините са поверени на опитния ландшафтен архитект Андре льо Нотър. Още Луи ХІІІ е предприел първите стъпки по тях по оста изток - запад, а сега идва ред с множество мероприятия да се отводнят околностите, които към момента са заблатени. Вероятно преди Деволюционната война (1667 - 1668) кралят все още не смята да прави Версай свой официален дворец. Той приема като такъв Лувъра, на което държи и влиятелният интендант на финансите Жан-Батист Колбер. Сериозен тласък на строежа дава Аахенският мир, когато Льо Во започва да работи с истински размах. След смъртта му през 1670 г. ръководството поема досегашният му асистент Франсоа д'Орбе.
Вътрешната декорация е поверена на известния художник Шарл Льобрюн, чийто екип от десетки скулптори и художници изпипва всеки детайл - стенописи, орнаменти, включително формите на мебелите. Между 1670 и 1689 г. над 10 млн. ливри са инвестирани в разкошната сграда без да се скъпи златото и среброто. Според един доклад през май 1685 г. на строежа са работили 36 000 души. Холандската война и успешният Неймегенски мирен договор (1678) предизвикват нови разширения. Тогава Луи ХІV с право е считан за хегемон в Европа. Окончателно решен да превърне Версайския дворец в де факто нова столица на Франция, той нарежда строителството да продължи с бързи темпове. Така започва втората строителна кампания (1678 - 1715). Назначава младия архитект Жул Ардуен-Мансар да ръководи работата и той издига същинските крила, по едно от всяка страна. Премахва терасата над градините и на мястото ѝ изгражда Огледалната зала. През 1687 г. започва работата по Големия Трианон.
На 6 май 1682 г. Луи ХІV официално премества двора и правителството във Версай.

### При Луи ХV и Луи ХVІ
Луи ХІV умира през 1715 г., наследен от своя правнук Луи ХV. Новият крал е петгодишно момче, затова от името му управлява регентът Филип ІІ Орлеански. В този период управлението временно е пренесено в Париж, но когато Луи ХV става пълнолетен, а регентът умира, дворът се връща във Версай. Неговият първи принос към двореца е Салонът на Херкулес, който свързва главната сграда със северното крило. Много години по-късно е предприета нова промяна, когато талантливият архитект Анж-Жак Габриел построява Кралската опера (1770). Там е отпразнувана сватбата на дофина (бъдещият Луи XVI) с Мария Антоанета. Множество други корекции по кралските апартаменти съпътстват живота на Луи ХV, съпругата и децата му във Версайския дворец.
При Луи ХVІ (1774 - 1792) са извършени незначителни промени, главно защото влошеното финансово състояние прави френската общественост много чувствителна към прекомерните разходи. Кралят подарява на красивата си съпруга Малкия Трианон, където тя добавя театър. Впоследствие кралицата превръща част от парка в нещо като селце с къщи в характерен френски стил, където се забавлява да поддържа градинка и да живее като обикновена жена.
На 3 септември 1783 г. във Версайския дворец са подписани три мирни договора, с които Великобритания признава независимостта на САЩ и поставя край на войната си с Франция и Испания.

### През Френската революция
Бурните събития от лятото на 1789 г., които поставят началото на Френската революция, засягат живота във Версай от самото начало. Тук започват работа Генералните щати (през май) и от всички страни на Франция прииждат делегати. Същинското начало на революцията остава сякаш встрани от безгрижния живот, но на 5 октомври това рязко се променя. Тълпа жени от ниските класи, подбудена от революционерите, изминава пеша разстоянието от Париж до двореца, нахлува в него и опитват да убият кралицата. Те отвеждат Луи ХVІ в Тюйлери, за да го поставят по надзора на народа. Версайският дворец е запечатан, оттам са прогонени всички, чийто дом той е бил и по-късно е превърнат в музей. Сградата претърпява редица посегателства, голяма част от картините са отнесени в Лувъра, а през следващите години са върнати обратно. Мебелите са разпродадени. След като Наполеон Бонапарт взема властта като първи консул (1799), отменя статута на музей и Версай отново става правителствена резиденция. Като император той дори обмисля варианта да измести там двора си, но се отказва поради очевидните паралели с миналото. Той поправя само Трианон, който използва за почивка и го мебелира във вида, който може да се види днес.

### Дворецът като музей
След Реставрацията си (1815) Бурбоните опитват да върнат предишния блясък на двореца, за да живеят в него. Нито Луи XVIII, нито Шарл X обаче реализират намеренията си и остават да управляват от Париж. По времето на Луи-Филип Орлеански отново се налага становището, че Версай трябва да бъде музей, посветен на най-славните моменти в историята на Франция. Подготовката трае четири години и през 1837 г. музеят е открит. Във връзка с това е създадена известната днес Галерия на битките (Galerie des Batailles), която съдържа голям брой картини за победите на френската армия.
След революцията от 1848 г. Версай се използва като музей и като място за тържествени събития, а често и двете едновременно. В кралската опера Наполеон III посреща кралица Виктория през 1855 г. След злощастната за Франция война от 1870 - 1871 г. Бисмарк обявява създаването на Германската империя тук (тъкмо в прочутата Огледална зала), а оттеглилото се в Тур френско правителство работи тук известно време, докато в столицата се вихри Парижката комуна. В следващите години Националното събрание и сенатът често провеждат сбирките си във Версай. На 28 юни 1919 г. отново в Огледалната зала Германия се принуждава да подпише Версайския договор, този път тежък за нея. Така името на двореца става нарицателно за несправедливост и предпоставка за Втората световна война.

## Архитектура и план
В различните части на двореца може да се проследят тенденциите в развитието на френската архитектура от ХVІІ и ХVІІІ в. Първоначалната сграда не е така претенциозна, но в следващите етапи става по-монументална, прибавят се колонади и плоски покриви. По отношение на архитектурните периоди сградата може да се постави в епохата на класицизма, докато новите дворци от по-късните времена са по-олекотени, типични за т. нар. неокласицизъм. Версайският дворец има два основни и допълнителен трети етаж. Фасадата е обърната на запад, където са разположени основните помещения. Този маниер, който французите наричат Corps de logis, е възприет по-късно в редица други дворци, особено от епохата на Просвещението. Крилата, свързани с нея, са асиметрични и отиват в западна посока, образувайки вътрешен двор, наричан „кралски“ (Cour Royale). След това са оформени две квадратни допълнения - павилион Дюфур и павилион Габриел. Двете най-големи крила са успоредни на фасадата и са напълно еднакви. В сградата са използвани червени тухли, дялани камъни, мрамор и позлатени орнаменти. Общата дължина достига 580 м. Има над 2100 прозореца и 67 вътрешни стълби. Над хиляда от стаите са оборудвани с камини, необходими в студената зима.
В най-силното си време дворецът е бил богато украсен и мебелиран. По време на най-активните кампании се създава такава нужда от мебели, драперии, балдахини, килими и други предмети, че се налага Колбер да създаде Кралската манифактура за мебели и тъкани (1667), за да се удовлетворят нуждите. Първите мебели са масивни и тежки, покрити със сребро, което е отнето през 1689 г., за да се финансира Деветгодишната война.

### Апартаментите на краля и кралицата
Започнати от Льо Во, те са всъщност първите по-сериозни пристройки към това, което оставя Луи ХІІІ. Те „обгръщат“ малкия дворец от двете страни като плик за писмо, затова ги наричат enveloppe или още château neuf (новият дворец). Първоначално са почти еднакви по размери и се състоят от множество стаи, в които да се настанят близките и придворните на краля и кралицата. По-късно, с развитието и уголемяването на двореца, са оформени различни части. Апартаментите на краля (appartements du roi) стават по-големи и се простират и от двете страни. Те се делят на големия апартамент, личният апартамент и малкият апартамент. От другата страна остават малкият и големият апартамент на кралицата. Връзката между тях минава през стария дворец.

В апартаментите на краля салоните са богато украсени със стенописи, дело още на Шарл Льобрюн и екипа му. По-известни от тях са Салонът на Херкулес, Салонът на Венера, Салонът на Меркурий, Салонът на Аполон, Салонът на Марс и Салонът на Диана. За да се стигне до Големия апартамент, трябва да се изкачи импозантно стълбище, наречено Стълбището на посланиците (Escalier des Ambassadeurs), строено цели шест години (1674 - 80). 
- Спалнята на краля
- Спалнята на кралицата

### Огледалната зала (Galerie des Glaces)
Тя се намира на фасадата на двореца към градините. По времето на Луи ХІІІ е била тераса и такава остава по време на първата строителна кампания. Жул Ардуен-Мансар, главен архитект след 1678 г., решава да построи на мястото ѝ претенциозна зала за официални церемонии. Тя има дължина 73 м и ширина 13 м, а строежът, обзавеждането и декорацията отнемат шест години (официално е открита през 1684 г.). Съдържа 17 големи и още 340 малки огледала, чиято цел е да отразяват гледката през прозорците на отстрещната страна, а през нощта да усилват ефекта от запалените свещи в огромните полилеи (днешните полилеи са поставени през 1770 г. за сватбата на Луи ХVІ и Мария Антоанета). Цели три години Льобрюн рисува по тавана сцени от войните на Луи ХІV. Поставя и десетки статуи на римски богове и богини, както и бюстове на известни личности. Впоследствие залата се използва за най-значимите събития. Първото от тях е посрещането на посланика на Сиам (Тайланд) през 1686 г.
През 2007 г. залата е напълно реставрирана. Работата отнема две години, едната от които е посветена на проучвания и подготовка. Тя коства 12 милиона евро и труда на около 100 реставратори.

### Кралската опера (L’Opéra royal)
Идеята в комплекса да бъде създадена зала за оперни изпълнения е била повдигана няколко пъти по времето на Луи ХІV и Луи ХV, но е била изоставяна заради войните, в които Франция участва. След края на Седемгодишната война настава време за нейното изпълнение. За целта е ангажиран Анж-Жак Габриел - известен архитект, който прави на Луи ХV интересно предложение (известно е, че кралят е резервиран и трудно се съгласява). Операта трябва да стане готова за сватбата на Луи ХVІ, затова е направена предимно от дърво. Така не само се спазва срокът, но и се постига добра акустика. После дървото е боядисано така че да напомня мрамор. За времето си залата е била най-голямата от подобен вид в Европа и безспорно най-изкусно украсената. Официално е открита на 16 май 1770 г., но е използвана само 40 пъти преди революцията, като едно от причините е във високата цена.

### Галерията на битките (Galerie des batailles)
Това е най-голямата галерия в двореца, дълга 120 м и широка 13 м. Заема почти цялото южно крило на първия етаж. Планирана през 1833 г. от крал Луи-Филип и открита официално на 10 юни 1837 г. Съдържа 33 картини, които представят цялата военна история на Франция от победата на Хлодвиг при Толбиак (496) до победата на Наполеон Бонапарт при Ваграм (1809). Картините са с огромни размери - най-голямата, посветена на битката при Аустерлиц - е 5 х 10 м. Целенасочено не е предпочетена някоя определена епоха (самият крал е свързан с Бурбоните, но е на власт благодарение на революция). Посланието е просто: Франция е велика не за друго, а заради победите си над външни и вътрешни врагове. Край тях са подредени 118 бюстове на маршали, генерали адмирали, загинали в битки - като се започне от Симон дьо Монфор и се стигне до Жан Лан.

### Кралската порта
Днес посетителите на комплекса влизат през голяма (80-метрова) позлатена порта, която впечатлява с великолепието си. На това място е съществувала порта по времето на монархията (проектирана и изпълнена от Ардуен-Мансар), но е разрушена през Революцията. Възстановена е през 2008 г. с помощта на 100 000 златни плочи - част от проекта за цялостно обновяване на двореца и околностите му, започнат през 2003 г. Въпреки претенциите, че е точно копие, много критици смятат, че портата е модернизирана версия на оригинала.

## Паркът на Версай
До 1661 г. околностите на ловната хижа представляват гори и поляни, а отпред е създадена съвсем малка градина. Луи ХІV ангажира способния Андре льо Нотър да я разшири и да създаде съвсем нов парк в стил jardin à la française, тоест по френски маниер. Това означава, че се предпочитат геометрични форми и строг ред, както и точна симетрия. За да се преодолее съществуващият наклон, са оформени тераси, по чийто край се виждат редици цветя. Според множество мнения така се показва пълната власт на монарха дори над природата.
Първоначалната идея е паркът да се вижда от терасата пред двореца, следователно така е планиран. Той започва с два басейна, в които челната фасада се отразява. След тях е фонтанът на Латона (героиня от Метаморфози на Овидий) с голяма скулптурна композиция в средата, поставена върху естествена скала. Най-известните скулптори на времето са ангажирани и за украса на останалите фонтани - един от тях с жаби и гущери, които преминават в хора. За материал са използвани мрамор, злато и олово. Още по-надолу е фонтанът на Аполон. В центъра му се вижда скулптура на бога с неговата колесница и четири впрегнати коня, които сякаш изскачат от водата. Има и още един фонтан, посветен на Нептун, на 300 м на север от двореца, който се счита за най-голям в целия район. През летните месеци (от април до октомври) фонтаните изпълняват водни представления, известни с имената Grande Perspective и Grandes Eaux Musicales.
Най-голямото водно съоръжение в парка все пак е Големият канал - правоъгълен басейн, дълъг 1.6 км и широк 62 м, ориентиран така, че да отразява залязващото слънце. Пресечен е от Малкия канал (1 км), така че двата оформят неравен кръст. Северният ръкав води право до Големия Трианон. Предназначени са да разходки с лодка, каквито Кралят-слънце е обичал. И днес през лятото туристи могат да наемат лодка, за да поплават. От двете страни на канала са оформени геометрично точни залесени пространства, разделени от алеи. Наричат се боске (bosquets). Между тях също има три доста интересни фонтана.

В парка е имало оранжерия, използвана за забавление на дамите, които отглеждат в нея екзотични южни растения. Днес на мястото ѝ се намира най-красивата част от градините. 
- Фонтанът на Аполон
- Фонтанът на Латона
- Големият канал
- Градините на мястото на някогашната оранжерия
- Цветни градини от северозападната страна

### Други постройки
Основни статии: Голям Трианон и Малък Трианон
В границите на парка са и дворците Голям и Малък Трианон. Големият Трианон е построен през 70-те години на ХVІІ в. като личен дворец на Луи ХІV, където да остава насаме с тогавашната си фаворитка Мадам дьо Монтеспан. Този „порцеланов Трианон“ обаче е заменен през 1687 г. от Мансар със съвсем нов. Тук архитектът надминава себе си и създава най-виртуозния си ше дьовър в целия Версайски комплекс. Той го описва с думите „малък дворец от розов мрамор и порфир с прелестна градина“. Повлиян е от италианската архитектура - едноетажен, с плосък покрив, по ръба на който върви балюстрада. В него са отсядали Петър Велики и Станислас Лешчински.
Малкият Трианон е дело на Луи XV. През 1758 г. той решава, че се нуждае от ново лично място, където да може да се оттегля с най-близките си хора от шума и интригите на Версай. Възлага на Анж-Жак Габриел работата по строежа и след десет години се появява кокетната сграда, която може да се види и днес. Включвайки древногръцки елементи, Габриел задава мода, която се разпространява по цяла Европа и става известна с името неокласицизъм. От 1774 г. малкият дворец става любимо място и собственост на Мария-Антоанета, която го преобзавежда и заменя съществуващите градини с такива в английски стил. Наблизо екстравагантната кралица създава своето „селце“ (Hameau de la Reine), където „обикновени“ къщи по примера на нормандските села са обградени от зеленчукови градини. Там тя и приятелките ѝ се забавляват да живеят като бедните селяни, работят във ферма и на мелница, но в същото време не се отказват от лукса и удобствата. Стефан Цвайг описва как архитектите очукват мазилката, рисуват пукнатини, докарват купища тор, за да изглежда всичко правдоподобно.

## Обществено значение и туризъм
Версайският дворец е преди всичко дом - не само на краля и неговото семейство, но и на повечето министри, съветници, офицери и на голям брой придворни. По различни сметки в отделните периоди те са между 5 000 и 20 000 души. Самото допускане до това висше общество е вече привилегия. Основната роля на този „диамант на френската архитектура“ е да впечатлява - както посетителите от другите страни, така и самия френски елит. Той е символ на неограничената власт на Краля-слънце и на неограничените му възможности. Също така е символ на недостатъците на Стария режим - прекомерното харчене за удоволствия и забавления, изолирането на управляващите от обикновения народ. Във Версай нищо не е реално, тъй като Париж, макар и близо, не се вижда - така находчиво посочват авторите.
Естествено, дворецът е място на значими церемонии и тържества, някои от които с решаващо значение в историята на Франция. Там са подписвани договори, там са работили различни видове народни събрания, а неведнъж и правителството. Още от Наполеоново време той става обект на туристически интерес и не е случайно, че постепенно се налага мнението да бъде превърнат в музей. Като такъв днес са отворени само някои части. Посещението на градините е безплатно, докато за сградата се купува един общ билет. Достъпът е възможен във всички дни на седмицата освен понеделник и на 1 май.